# 3007 Рівз
3007 Рівз (3007 Reaves) — астероїд головного поясу, відкритий 17 жовтня 1979 року.
Тіссеранів параметр щодо Юпітера — 3,520.